# Serjania leptocarpa
Serjania leptocarpa är en kinesträdsväxtart som beskrevs av Ludwig Radlkofer. Serjania leptocarpa ingår i släktet Serjania och familjen kinesträdsväxter. Inga underarter finns listade i Catalogue of Life.